# Lepanthes stenoscleros
Lepanthes stenoscleros är en orkidéart som beskrevs av Rudolf Schlechter. Lepanthes stenoscleros ingår i släktet Lepanthes och familjen orkidéer. Inga underarter finns listade i Catalogue of Life.